# 영화 및 문학 등급 분류 사무국
영화 및 문학 등급 분류 사무국(Office of Film and Literature Classification, OFLC, 마오리어: Te Tari Whakaropu Tukuata, Tuhituhinga)은 뉴질랜드의 영화, 비디오, 출판물 및 비디오 게임의 등급을 심사하는 정부 산하의 기관이다. 1993년 영상물의 등급을 규정하는 법령이 세워진 후 설립됐다. OFLC의 대표 책임자를 치프 센서 (Chief Censor)라 부른다.

## 등급 분류
- G - General
- PG - Parental Guidance
- M - Mature
- RP13
- R13
- R15
- RP16
- R16
- RP18
- R18
- Restricted

## 같이 보기
- 범유럽 게임 정보
- 오락 소프트웨어 등급 위원회
- 영상물 등급 제도
- 영국 영화 등급 분류 위원회
- 오스트레일리아 등급 위원회